# Hein Moeller
Hein Moeller, eigentlich August Heinrich Moeller, (* 28. Dezember 1882 in Friedrichsmühlen bei Boizenburg; † 11. März 1963 in Neuss) war ein deutscher Ingenieur.

## Leben
Hein Moeller wurde als Sohn eines Windmüllers in Friedrichsmühlen bei Boizenburg geboren. Seine Kindheit verbrachte er in Landkirchen. Er studierte ab 1899 Elektrotechnik und Maschinenbau am Technikum Mittweida und setzte 1900 sein Studium am Technikum Hildburghausen und zuletzt an der Technischen Hochschule Zürich fort.
Nach Abschluss seines Studiums arbeitete er als Ingenieur bei den Unternehmen Voigt & Haeffner in Frankfurt am Main, AEG und Siemens in Berlin, sowie bei Felten & Guilleaume in Köln und bei der Elektrizitäts-AG vormals W. Lahmeyer & Co. in Frankfurt am Main.
Im Jahre 1911 trat Hein Moeller eine Stellung als technischer Leiter der Firma F. Klöckner, Ing., Spezialfabrik in Köln an. In den folgenden Jahren entwickelte er diverse Geräte für dieses Unternehmen. Ab 1925 war er alleiniger Inhaber. Ab 1942 firmierte das Unternehmen unter Klöckner-Moeller GmbH und ab 1999 als Moeller GmbH.
Hein Moeller entwickelte 1912 das erste Klein-Ölschütz in Europa. Er verwirklichte bereits 1919 die Idee der dezentralen Fertigung (ein Werk – ein Gerätetyp) in seinem Unternehmen. In einem Umkreis von 100 km rund um Köln wurden sechs Fabrikationsstätten eingerichtet. Er formulierte 1922 den Grundsatz Isolieren ist besser als Erden und setzte Keramik-Formteile unter dem Namen Ardonit ein. Moeller führte 1950 kompakte Leistungsschalter und Schienenverteiler mit veränderbaren Abgängen auf dem europäischen Markt ein. 1952 leistete er Pionierarbeit mit der Einführung von durchsichtigen Abdeckungen, damit wird eine Sichtkontrolle der Anlagen ohne das Öffnen der Kapselung ermöglicht.

## Soziales Engagement
Hein Moeller fühlte sich sozial verantwortlich für seine Mitarbeiter. So ließ er Mitarbeitern, die als Soldaten im Krieg dienten, Päckchen mit Brot, Schokolade, Zigaretten usw. an die Front schicken.

## Hein-Moeller-Stiftung
Die Hein-Moeller-Stiftung, Stiftungsgesellschaft der Moeller GmbH, hat sich das Ziel gesetzt, technische und betriebswirtschaftlich-technische Nachwuchskräfte an Fachhochschulen, Universitäten und Berufsakademien zu fördern. Hierzu vergibt sie Studienstipendien in Höhe von rund 400 Euro monatlich (Stand 2006) für die Gesamtdauer des Studiums. Die Stiftung vergab anlässlich des 100-jährigen Firmenjubiläums im Jahre 1999 erstmals den Hein-Moeller-Preis zur Förderung der Elektrotechnik/Energietechnik.